# Xingtai Dalian Airport
Xingtai Dalian Airport (kinesiska: 邢台褡裢机场) är en flygplats i Kina. Den ligger i provinsen Hebei, i den norra delen av landet, omkring 380 kilometer sydväst om huvudstaden Peking.
Runt Xingtai Dalian Airport är det mycket tätbefolkat, med 1 095 invånare per kvadratkilometer. Närmaste större samhälle är Shahecheng, 9,1 km nordost om Xingtai Dalian Airport. Trakten runt Xingtai Dalian Airport består till största delen av jordbruksmark.
Genomsnittlig årsnederbörd är 627 millimeter. Den regnigaste månaden är juli, med i genomsnitt 236 mm nederbörd, och den torraste är december, med 5 mm nederbörd.